# دوائر الجزائر
دوائر الجزائر تنقسم ولايات الجزائر إلى 553 دائرة. وتنقسم الدائرة إلى بلدية أو أكثر. لكل دائرة عاصمة بنفس الاسم (في الغالب).رئيس الدائرة هو المنصب المخصص للمدير العام لشؤون الدائرة والبلديات الملحقة بها. ويعينه رئيس الجمهورية الجزائرية.

## النظام القانوني
الدائرة في النظام الإداري الجزائري ليست جماعة محلية فهي جهاز، جزء من الولاية، يهدف إلى عدم التركيز الإداري ويساعد الولاية في الأعمال الإدارية، لا تتمتع الدائرة بالشخصية المعنوية وليس لها استقلال مالي، وليست لها ركيزة قانونية أو دستورية لوجودها أما من الناحية العملية والواقعية فتملك عدة اختصاصات إدارية مهمة تساهم بها في مساعدة الإدارة المحلية.

## تعريف الدائرة
كلمة دائرة ترجمة حرفية من (بالفرنسية: arrondissement)‏، أي أنها ذات أصل فرنسـي وتشكل في الجزائر قسم إقليمي أو جغرافي تعين حدودها الإدارية وتعدّل وتلغى بموجب مرسوم بناء على تقرير وزير الداخلية. والدائرة لا تمثل هيئة أو جماعة إدارية محلية بل هي مجرد قسم وفرع إداري تابع ومساعد للولاية  لا تتمتع بالشخصية المعنوية وليس لها استقلال مالي وليست لها أهلية التقاضي، وهذا بقرار من المحكمة العليا (المجلس الأعلى سابقا) بتاريخ 30 يناير 1988 «من المقرر قانونا أن الوالي وحده المتمتع بأهلية التقاضي باعتباره ممثلا للدولة وممثلا للولاية، ومن ثم فإن رئيس الدائرة لا يتوفر على الشخصية المعنوية ولا يتمتع بأهلية التقاضي....» 

## تاريخ
عرفت الدائرة في الجزائر تحولات كثيرة، حيث مرت بعدة مراحل تاريخية تبعا للتغيرات التي عرفتها البلاد، يمكن تقسيم هذه المراحل إلى فترتين أو مرحلتين رئيستين:
- المرحلة الأولى هي المرحلة الاستعمارية (ما قبل الاستقلال)،
- المرحلة الثانية ما بعد الاستقلال.

### المرحلة الاستعمارية
بموجب الأمر الملكي المؤرخ في 31 أكتوبر 1838 تم تقسيم التراب الوطني في الشمال إلى نوعين من الأقاليم: أقاليم مدنية وأخرى عسكرية.
وعدّل هذا الأمر بموجب الأمر الملكي المؤرخ في 15 أبريل 1845 المتضمن التنظيم الإقليمي للجزائر، حيث تم تقسيم الجزائر إلى ثلاثة أنواع من الأقاليم طبقا لمعايير عنصرية هي: الجزائر، وهران قسنطينة، وعندما يتعلق الأمر بالمقاطعات التي يقطنها الجزائريون فإنها تصبح مقاطعات عربية، وتصبح مقاطعات مختلطة عندما تسكنها أقلية أوروبية وأغلبية جزائرية، ومدنية عندما يقيم بها المعمرون الأوربيون أو (الكولون) وتدار هذه المقاطعات من قبل وزير الحربية
وتعتبر الدائرة في هذه المرحلة هيئة من هيئات عدم التركيز الإداري للعمالة (الولاية حاليا) ويديرها نائب العمالة (بالفرنسية: le sous préfet)‏ (رئيس الدائرة بمفهومه الحالي) فقد ظهر منصبه بمقتضى القرار المؤرخ في 09 ديسمبر 1848 وضبط المرسوم الصادر في 28 نوفمبر 1849 صلاحيات واختصاصات نائب عامل العمالة، ثم تدعمت صلاحياته بالقرار المؤرخ في 06 يوليو 1871 المتضمن تخويله صلاحيات جديدة المتمثلة في اعتباره آمر ثانوي بالصرف بتفويض من عامل العمالة (بالفرنسية: le préfet)‏، كذلك من بين الصلاحيات التي يحوزها هذا الأخير هي صلاحيات تقليدية تماثل تلك الموجودة بفرنسا المتمثلة في:
- المصادقة على بعض القرارات البلدية
- ممارسة صلاحيات آمر ثانوي بالدفع في بعض النفقات
- تسليم وتوقيع جوازات السفر
- رخص بيع المشروبات...الخ

بعد صدور منشور الحاكم العام المؤرخ في 25 أكتوبر 1900 المتضمن اللامركزية الإدارية وإعادة تنظيم العمالات ونيابة العمالات وقع تغيير جذري حول دور واختصاصات نائب عامل العمالة، بتوجيه مهامه «لدعم حركة الاستيطان ومراقبة إدارة الأهالي» وتحويل كثير من مهامه إلى البلديات كاملة الصلاحيات وإلى البلديات المختلطة فأدت إلى التخفيف من مهامه ليتفرغ لمهمته الجديدة المتمثلة في دعم حركة الاستيطان ومراقبة الأهالي، وبقيت وضعيته على حالها إلى غاية مجازر 08 ماي 1945 أين أدخلت تعديلات جديدة على هذه الاختصاصات وأعطي لنائب عامل العمالة صلاحيات واسعة خصوصا في المجال الاقتصادي، واستعاد صلاحياته كمنسق ومستشار للبلديات مع احتفاظه بالصلاحيات الأصلية في حفظ النظام والأمن.

### المرحلة ما بعد الاستقلال
من سنة 1962 إلى غاية سنة 2000، ورثت الجزائر أجهزة إدارية فرنسية التي كانت منظمة على ثلاثة مستويات الدوائر والمحافظات والنواحي، وقد بلغ عدد الدوائر في هذه الفترة 91 دائرة، 76 دائرة في محافظة الشمال، 15 دائرة في محافظة الجنوب (الواحات والساورة)، ويدير الدائرة موظف سام يسمى رئيس الدائرة (بالفرنسية: le sous préfet)‏ وتوجد هيئة استشارية تسمى «مجلس الدائرة»، ويتمثل دور هذا المجلس في إعطاء الرأي فيما يخص المسائل التي يطرحها عليه رئيس الدائرة، وقد أنشئ هذا المجلس بموجب مرسوم مؤرخ في 20 يناير 1961
ومرّ هذا التنظيم غداة الاستقلال بأزمة حادة نظرا لهجرة الإطارات القادرة على إدارة جميع الشؤون المدنية كما أن هذا التنظيم الإداري الموروث عن فرنسا أصبح لا يتماشى مع الواقع الوطني الجديد، وبموجب صدور الأمر رقم 69/38 المؤرخ في 23 مايو 1969 المتضمن قانون الولاية. نصت المادة 166 على أن «يقسم تراب الولاية إلى دائرات» ويصف الدائرة «بأنها قسم إداري تعين حدوده الترابية وتعدّل أو تلغى بموجب مرسوم يصدر بناء على تقرير وزير الداخلية.»، وكان ينظر إليها كوسيط مؤقت بين البلديات والوالي وتنتهي بمجرد تطور البلديات وترشيدها ضمن الأحكام الانتقالية.
- في سنة 1974 وبعدما كان عدد الولايات 15 ولاية منذ 1962، صدر الأمر رقم 74/69 المؤرخ في 02 يوليو 1974 المتعلق بإعادة التنظيم الإداري الإقليمي للولايات، ورفع عددها إلى 31 ولاية،[11] وتم أيضًا رفع عدد الدوائر إلى 160 دائرة تطبيقا لهذا الأمر وبصدور المرسومان 74/124 و 74/154 المؤرخ في 12 يوليو 1974.[12][13]
- وفي سنة 1981 صدر القانون رقم 81/02 المؤرخ في 14 فبراير 1981 [14] المعدّل والمتمم للأمر رقم 69/38 المؤرخ في 23 مايو 1969 والمتضمن قانون الولاية والذي نصت المادة 166 منه على أن «يقسم تراب كل ولاية إلى دوائر، والدائرة إلى مقاطعة إدارية تعين حدودها الترابية وتلغى وتعدل بقانون»
- وفي سنة 1984 تم رفع عدد الدوائر إلى 175 دائرة بموجب المرسوم رقم 84/304 المؤرخ في 13 أكتوبر 1984 تطبيقا للقانون رقم 84/09 المؤرخ في 4 فبراير 1984 المتعلق بالتنظيم الإقليمي للبلاد [15] حيث ارتفع عدد الولايات إلى 48 ولاية.

## النصوص القانونية المنظمة للدائرة
والمتمثلة على وجه الخصوص في:
- الأمر 63/241 المؤرخ في 28 أكتوبر 1963 المتعلق بإعادة التنظيم الإقليمي للبلديات المعدّل والمتمم بالأمر 74/69 المؤرخ في 2 يوليو 1974 المتعلق بإعادة التنظيم الإقليمي للولايات، والقانون رقم 84/09 المؤرخ في 2 فبراير 1984 المتعلق بالتنظيم الإقليمي للبلاد، لم يهتما بالدائرة لأنها لم تكن عبارة عن جماعة جغرافية (إقليمية) وهو ما يعود إلى سبب ذا طابع تقني[16] من أجل تهيئة التراب الوطني وإيجاد سياسة التوازن الإقليمي في الجزائر من أجل تطوير أقاليم البلاد وفقا لما تقتضيه التنمية حتى يضمن لكل المواطنين نفس نوعية الحياة، وذلك عن طريق توسيع المرافق العامة وتقريب الإدارة من المواطن كما كانت لفترة وجيزة من تاريخ وجودها، وهذا بصدور القانون رقم 80/08 المؤرخ في 25 أكتوبر 1980،[17] والذي نصت المواد 74 و 88 بجعل الدائرة «مقاطعة انتخابية» في المجلس الشعبي الولائي والبلدي.
- المرسوم رقم 86/35 المؤرخ في 25 فبراير 1986 المتمم للمرسوم 85/215 المؤرخ في 20 أغسطس 1985 الذي يحدد قائمة بعض الوظائف العليا غير الانتخابية في الحزب والدولة بحيث أشارت المادة الأولى منه إلى رئيس الدائرة.[18]
- المرسوم رقم 86/310 المؤرخ في 16 ديسمبر 1986 المعدّل والمتمم للمرسوم رقم 85/230 المؤرخ في 25 أغسطس 1985 رفع عدد الدوائر إلى 229 دائرة،[19]
- قانون الولاية رقم 90/09 المؤرخ في 7 أبريل 1990 لم يتناول الدائرة، معطيا مؤشرات لإلغاء الدوائر من النظام الإداري الجزائري[20] نفس الأمر بالنسبة للقانون رقم 12/07 المؤرخ في 21 فبراير 2012 المتعلق بالولاية الذي لم يشر إلى الدائرة وإنما نصت المادة الأولى منه على أن «الولاية هي الجماعة الإقليمية للدولة، وتتمتع بالشخصية المعنوية والذمة الماليةالمستقلة، وهي أيضا الدائرة الإدارية غير الممركزة للدولة وتشكل بهذه الصفة فضاء لتنفيذ السياسة العمومية التضامنية والتشاورية بين الجماعات الإقليمية والدولة.»[21] ونصت المادة 02 «أن للولاية هيئتان هما : المجلس الشعبي الولائي والوالي.» وهو ما يعني أن الولاية هي أساس التنظيم الإداري ولا وجود لهيكل الدائرة ضمن قانون الولاية.
- المرسوم التنفيذي رقم 90/230 المؤرخ في 20 يوليو 1990، المحدد لأحكام القانون الأساسي الخاص بالمناصب والوظائف العليا في الإدارة نصت المادة 02 منه على أن «وظائف الوالي والكاتب العام للولاية ورئيس الدائرة وظائف عليا في الإدارة المحلية.»،[21]
- في سنة 1991 صدر المرسوم التنفيذي رقم 91/306 المؤرخ في 24 أغسطس 1991 الذي يحدد قائمة البلديات التي ينشطها كل رئيس دائرة، وأرتفع عدد الدوائر إلى 553 دائرة.[22]
- المرسوم التنفيذي رقم 94/215 المؤرخ في 23 يوليو 1994 الذي يضبط أجهزة الإدارة العامة في الولاية وهياكلها، أشار إلى رئيس الدائرة ضمن أجهزة الإدارة العامة في الولاية الموضوعة تحت سلطة الوالي وذلك بموجب المادة 02 التي تنص «تشتمل الإدارة العامة في الولاية الموضوعة تحت سلطة الوالي على ما يأتي : - الكتابة العامة، المفتشية العامة، الديوان، رئيس الدائرة.»[23]
- ذكر مصطلح الدائرة في إدارة ولاية الجزائر لسنة 1996 التي أنشئت بموجب المرسوم التنفيذي رقم 96/417 المؤرخ في 20 نوفمبر 1996 المتعلق بتنظيم إدارة ولاية الجزائر وعملها، حيث نصت المادة الثانية منه على أن«تشمل إدارة ولاية الجزائر بالإضافة إلى المصالح الخارجية المقررة بعنوان مختلف الوزارات على أن الأجهزة والهياكل التالية : الأمانة العامة، مندوب الأمن، المفتشية العامة، الديوان، مصالح التقنين والشؤون العامة والإدارة المحلية، الدوائر.»[24]

## قائمة الدوائر حسب الولاية
| رقم     | الولاية         | الدائرة             | عدد البلديات | عدد السكان (2008) |
| ------- | --------------- | ------------------- | ------------ | --- |
| 01      | أدرار           | 11                  | 28           | 1 · دائرة أدرار 2 · دائرة أوقروت 3 · دائرة أولف 4 · دائرة برج باجي مختار 5 · دائرة شروين 6 · دائرة فنوغيل 7 · دائرة رقان 8 · دائرة تسابيت 9 · دائرة تيميمون 10 · دائرة تينركوك 11 · دائرة زاوية كنتة                            |
| 02      | الشلف           | 13                  | 35           | · دائرة الشلف · دائرة وادي الفضة · دائرة الكريمية · دائرة الزبوجة · دائرة أولاد فارس · دائرة بوقادير · دائرة تنس · دائرة أبو الحسن · دائرة أولاد بن عبد القادر · دائرة تاوقريت · دائرة عين مران · دائرة المرسى · دائرة بني حواء |
| 03      | الأغواط         | 10                  | 24           | 1 · أفلو 2 · عين ماضي 3 · بريدة 4 · الغيشة 5 · قلتة سيدي سعد 6 · حاسي الرمل 7 · قصر الحيران 8 · الأغواط 9 · واد مرة 10 · سيدي مخلوف                                                                                             |
| 04      | أم البواقي      | 12                  | 29           | |
| 05      | باتنة           | 21                  | 61           | |
| 06      | بجاية           | 19                  | 52           | |
| 07      | بسكرة           | 12                  | 33           | |
| 08      | بشار            |                     |              | |
| 08      | بشار            |                     |              | |
| 08      | بشار            |                     |              | |
| 08      | بشار            |                     |              | |
| 08      | بشار            |                     |              | |
| 08      | بشار            |                     |              | |
| 09      | البليدة         | 10                  | 25           | |
| 10      | البويرة         | 12                  | 45           | |
| 11      | تمنراست         | تمنراست             | 2            | 96,843 |
| 11      | تمنراست         | أبلسة               | 1            | 9,163 |
| 11      | تمنراست         | تاظروك              | 2            | 9,036 |
| 12      | تبسة            | 12                  | 28           | |
| 13      | تلمسان          | 20                  | 53           | |
| 14      | تيارت           | 14                  | 42           | |
| 15      | تيزي وزو        | 21                  | 67           | |
| 16      | الجزائر العاصمة | 13                  | 57           | |
| 17      | الجلفة          | 12                  | 36           | |
| 18      | جيجل            | 11                  | 28           | |
| 19      | سطيف            | 20                  | 60           | |
| 20      | سعيدة           | 6                   | 16           | |
| 21      | سكيكدة          | 13                  | 38           | |
| 22      | سيدي بلعباس     | 15                  | 52           | |
| 23      | عنابة           | 6                   | 12           | |
| 24      | قالمة           | 10                  | 34           | |
| 25      | قسنطينة         | 6                   | 12           | |
| 26      | المدية          | 19                  | 64           | |
| 27      | مستغانم         | 10                  | 32           | |
| 28      | المسيلة         | 15                  | 47           | |
| 29      | معسكر           | 16                  | 47           | |
| 30      | ورقلة           | 10                  | 21           | |
| 31      | وهران           | 9                   | 26           | |
| 32      | البيض           | 8                   | 22           | |
| 33      | إليزي           | إليزي               | 1            | 17,252 |
| 33      | إليزي           | عين أميناس          | 3            | 17,462 |
| 34      | برج بوعريريج    | 10                  | 34           | |
| 35      | بومرداس         | 9                   | 32           | |
| 36      | الطارف          | 7                   | 24           | |
| 37      | تندوف           | تندوف               | 2            | 49,149 |
| 38      | تيسمسيلت        | 8                   | 22           | |
| 39      | الوادي          | 12                  | 30           | |
| 40      | خنشلة           | 8                   | 21           | |
| 41      | سوق أهراس       | 10                  | 26           | |
| 42      | تيبازة          | 10                  | 28           | |
| 43      | ميلة            | 13                  | 32           | |
| 44      | عين الدفلى      | 14                  | 36           | |
| 45      | النعامة         | 7                   | 12           | |
| 46      | عين تموشنت      | 8                   | 28           | |
| 47      | غرداية          | 9                   | 13           | |
| 48      | غليزان          | 13                  | 38           | 1 • غليزان,2 • مازونة,3 • وادي أرهيو,4 • عين طارق,5 • المطمر,6 • سيدي امحمد بن علي ,7 •يلل,8 • عمي موسى, 9 • زمورة,10 • منداس, 11 •جديوية,12 • الحمادنة,13 • الرمكة                                                             |
| 49      | المغير          | المغير              | 4            | 72,387 |
| 49      | المغير          | جامعة               | 4            | 89,880 |
| 50      | المنيعة         | المنيعة             | 2            | 57,996 |
| 50      | المنيعة         | المنصورة (المنيعة ) | 2            | 6,491 |
| 51      | أولاد جلال      | أولاد جلال          | 3            | 98,972 |
| 51      | أولاد جلال      | سيدي خالد           | 3            | 72,985 |
| 52      | برج باجي مختار  | برج باجي مختار      | 2            | 16,437 |
| 53      | بني عباس        | بني عباس            | 2            | 12,134 |
| 53      | بني عباس        | الواتة              | 1            | 7,343 |
| 53      | بني عباس        | كرزاز               | 3            | 9,876 |
| 53      | بني عباس        | أولاد خضير          | 2            | 7,438 |
| 53      | بني عباس        | تبلبالة             | 1            | 5,121 |
| 53      | بني عباس        | إقلي                | 1            | 6,682 |
| 54      | تيميمون         | تيميمون             | 2            | 41,279 |
| 54      | تيميمون         | تينركوك             | 2            | 20,722 |
| 54      | تيميمون         | شروين               | 3            | 31,149 |
| 54      | تيميمون         | أوقرت               | 3            | 28,869 |
| 55      | تقرت            | تقرت                | 4            | 146,108 |
| 55      | تقرت            | تماسين              | 2            | 34,607 |
| 55      | تقرت            | الطيبات             | 3            | 44,683 |
| 55      | تقرت            | مقارين              | 2            | 21,823 |
| 56      | جانت            | جانت                | 2            | 17,618 |
| 57      | المغير          | المغير              | 2            | 39,167 |
| 57      | المغير          | جامعة               | 1            | 11,225 |
| 58      | عين قزام        | عين قزام            | 1            | 7,045 |
| 58      | عين قزام        | تين زاوتين          | 1            | 4,157 |
| المجموع | المجموع         | 548                 | 1541         | |